# 组织液

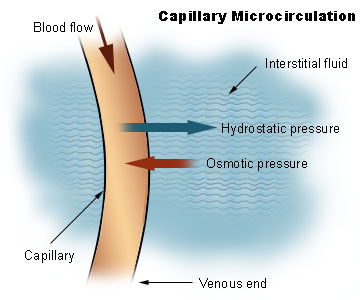
(微血管微循環(capillary microcirculation))微血管(capillary)及組織液(interstitial fluid)之間的"膠體滲透壓"(colloid osmotic pressure/紅色向左箭頭"拉進")及流體靜力壓(hydrostatic pressure/微血管濾過壓/綠色向右箭頭"拉出")之互逆流向圖.（血液(深紅色由上到下箭頭)從上流到下面的靜脈末端(venous end)）

组织液（tissue fluid，又被称作间质液、细胞间隙液、interstitial fluid）是多细胞生物体内细胞生活的内环境，組織液存在於間隙組織(Interstitium)間。它是细胞外液的主要成分，是血液与组织细胞间进行物质交换的媒介。绝大部分组织液呈凝胶状态，不能自由流动，因此不会因重力作用流到身体的低垂部位；将注射针头插入组织间隙，也不能抽出组织液。但凝胶中的水及溶解于水和各种溶质分子的弥散运动并不受凝胶的阻碍，仍可与血液和细胞内液进行物质交换。凝胶的基质主要是透明质酸。邻近毛细血管的小部分组织液呈溶胶状态，可自由流动。组织液是血浆在毛细血管动脉端滤过管壁而生成的，在毛细血管静脉端，大部分又透过管壁吸收回血液。除大分子的蛋白质以外，血浆中的水及其他小分子物质均可滤过毛细血管壁以完成血液与组织液之间的物质交换。滤过的动力是有效滤过压。

## 外部連結
- 道兰氏医学词典中的Interstitial fluid